# Щербаков, Яков Дмитриевич
Я́ков Дми́триевич Щербако́в (7 ноября 1915, Целтек — 28 октября 1991, Бийск) — Герой Советского Союза, командир отделения 248-го стрелкового полка 31-й стрелковой дивизии.

## Биография
Яков Дмитриевич Щербаков родился 7 (20) октября 1915 года в селе Целтек (Алтайский край). Получил среднее образование, после чего устроился работать трактористом. С 1936 по 1938 служил в Рабоче-крестьянской Красной Армии. В июне 1942 был вновь призван в Красную Армию.  В действующую армию, попал в декабре 1943. 
Во время боя вблизи села Рыжановка (Звенигородский район, Черкасская область, Украина), красноармеец Щербаков заменил выбывшего командира взвода и первым ворвался в Рыхановку, чем обеспечил успех операции. Также участвовал в уличных боях в Уманье, где смог отличиться. С 30 по 31 марта 1944 во время боя вблизи села Грасень красноармеец Яков Щербаков, заменил выбывшего командира роты.
13 сентября 1944 Указом Президиума Верховного Совета СССР красноармейцу Щербакову было присвоено звание Героя Советского Союза.
Демобилизовался в 1946 году. Вернулся в родные края, где устроился работать шофёром в колхозе. В 1955 году переехал поселок Срокино. Вскоре переехал в Бийск, где и остался жить, работал на стройках.
Умер и похоронен 28 октября  1991 года в Бийске.

## Награды
- Медаль «Золотая Звезда» Героя Советского Союза;
- орден Ленина (1944);
- орден Отечественной войны 1-й степени (1985);
- медали.